# Rudolf Liechtenhan der Jüngere

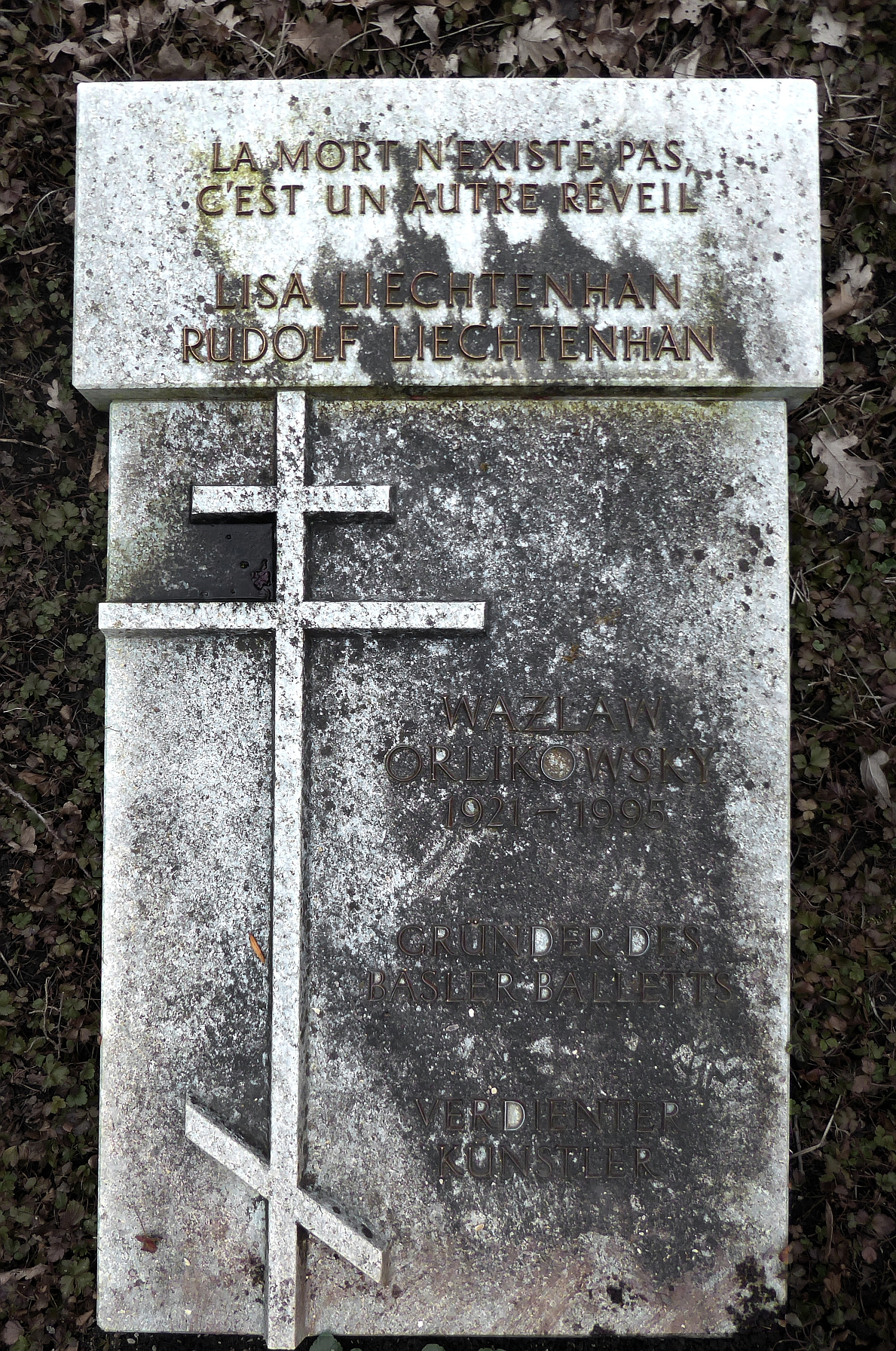
Grab auf dem Friedhof am Hörnli, Riehen, Basel-Stadt

Rudolf Liechtenhan der Jüngere (* 24. Juli 1911 in Basel; † 16. Mai 2005 ebenda) war ein Schweizer Dramaturg, Publizist, Autor und Kritiker in den Kunstformen Tanz, Ballett und Oper. Er galt als international anerkannter Ballettspezialist und er pflegte Kontakte zu zahlreichen Tanzpersönlichkeiten.

## Leben
Liechtenhan war der Sohn des Theologen Rudolf Liechtenhan und der Johanna Barth (einer Cousine von Karl Barth); er entstammte den Basler Patriziergeschlechtern Burckhardt, Barth und Liechtenhan, alle Familien des sogenannten Daigs.
Liechtenhan arbeitete als Dramaturg an verschiedenen Opernhäusern, zum Beispiel in Stuttgart bei John Cranko, in Hamburg bei John Neumeier und in Leipzig bei Uwe Scholz. Zudem veröffentlichte er zahlreiche Ballett-Publikationen und Fotografien.
Liechtenhan heiratete 1954. Mit seiner Frau Lisa geb. Rüegg (1930–2001) hatte er eine Tochter, die Historikerin Francine-Dominique Liechtenhan.